# فيني فيرمير
فيني فيرمير (بالهولندية: Vinnie Vermeer)‏ هو لاعب كرة قدم هولندي في مركز الوسط، ولد في 2 يوليو 1995 في Berkel-Enschot ‏ في هولندا. لعب مع إف سي آيندهوفن ونادي لاس فيغاس لايتس وناك بريدا.

## وصلات خارجية
- فيني فيرمير على موقع قاعدة بيانات كرة القدم.إي يو (الإنجليزية)
- فيني فيرمير على موقع Soccerway.com (الإنجليزية)
- فيني فيرمير على موقع عالم كرة القدم.نت (الإنجليزية)